# Allan Grice

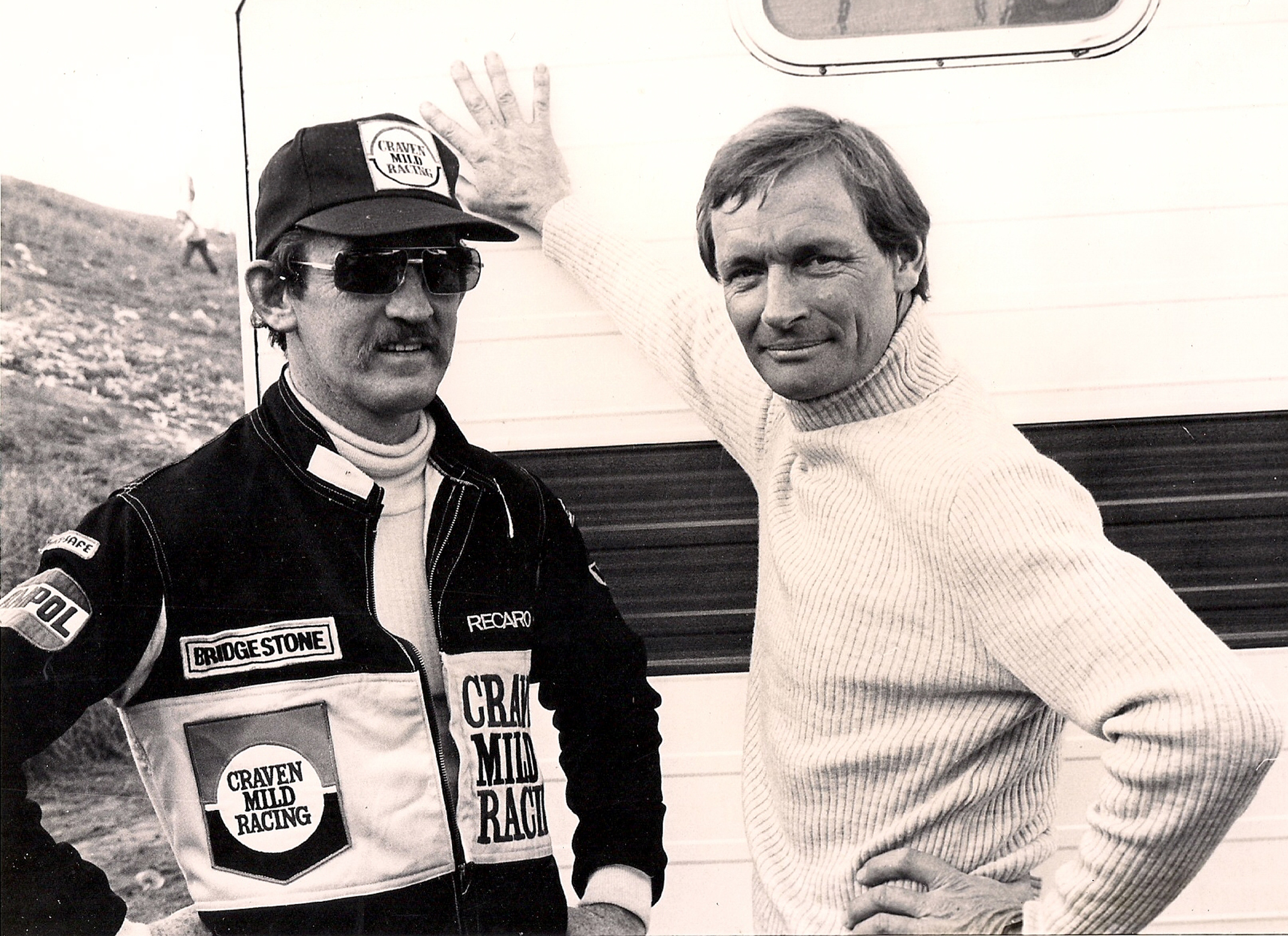
Allan Grice (links) und John Leffler 1978

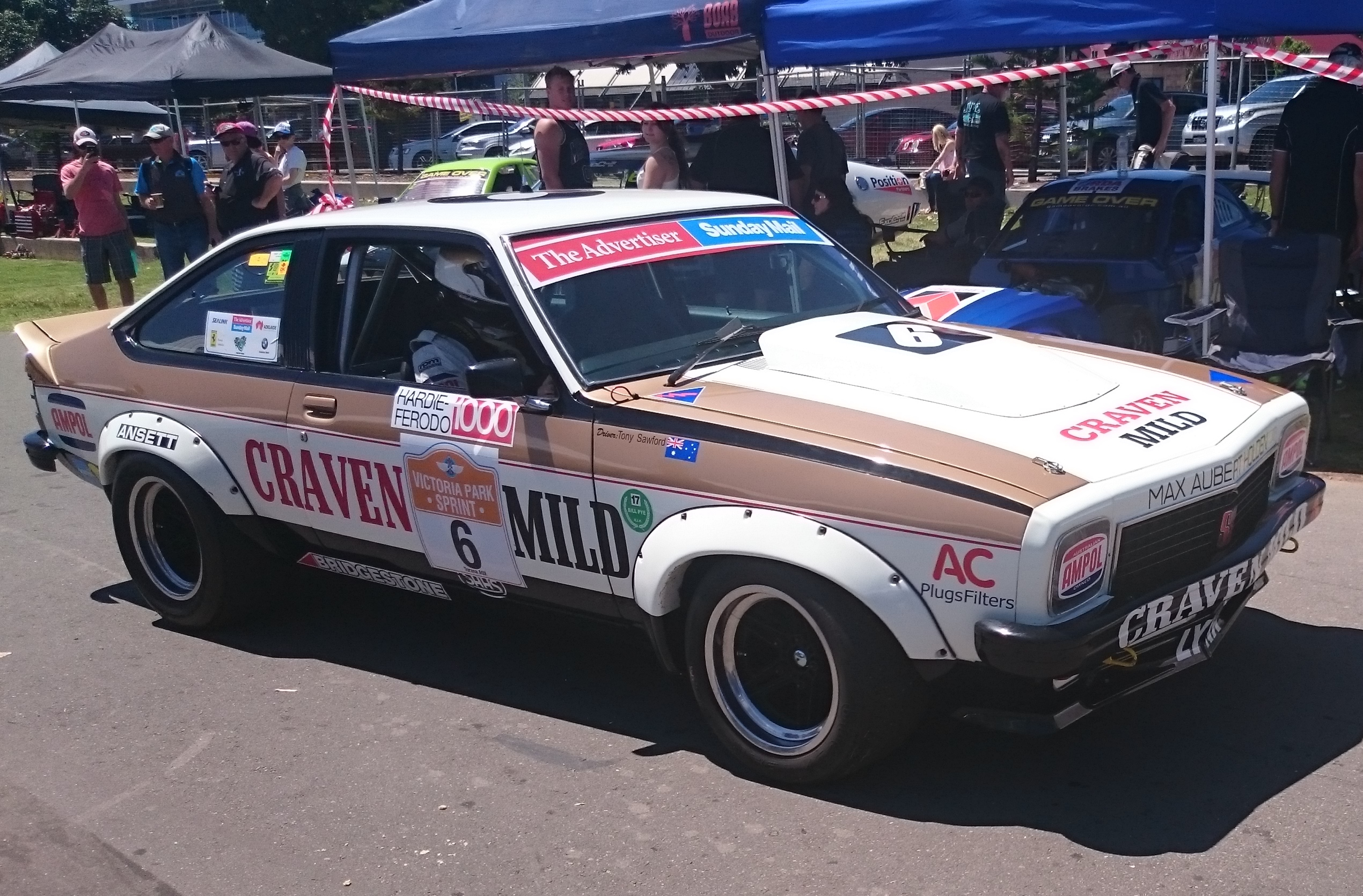
Der Holden Torana SS A9X Craven mit dem Allan Grice Bathurst 1000 1978 bestritt

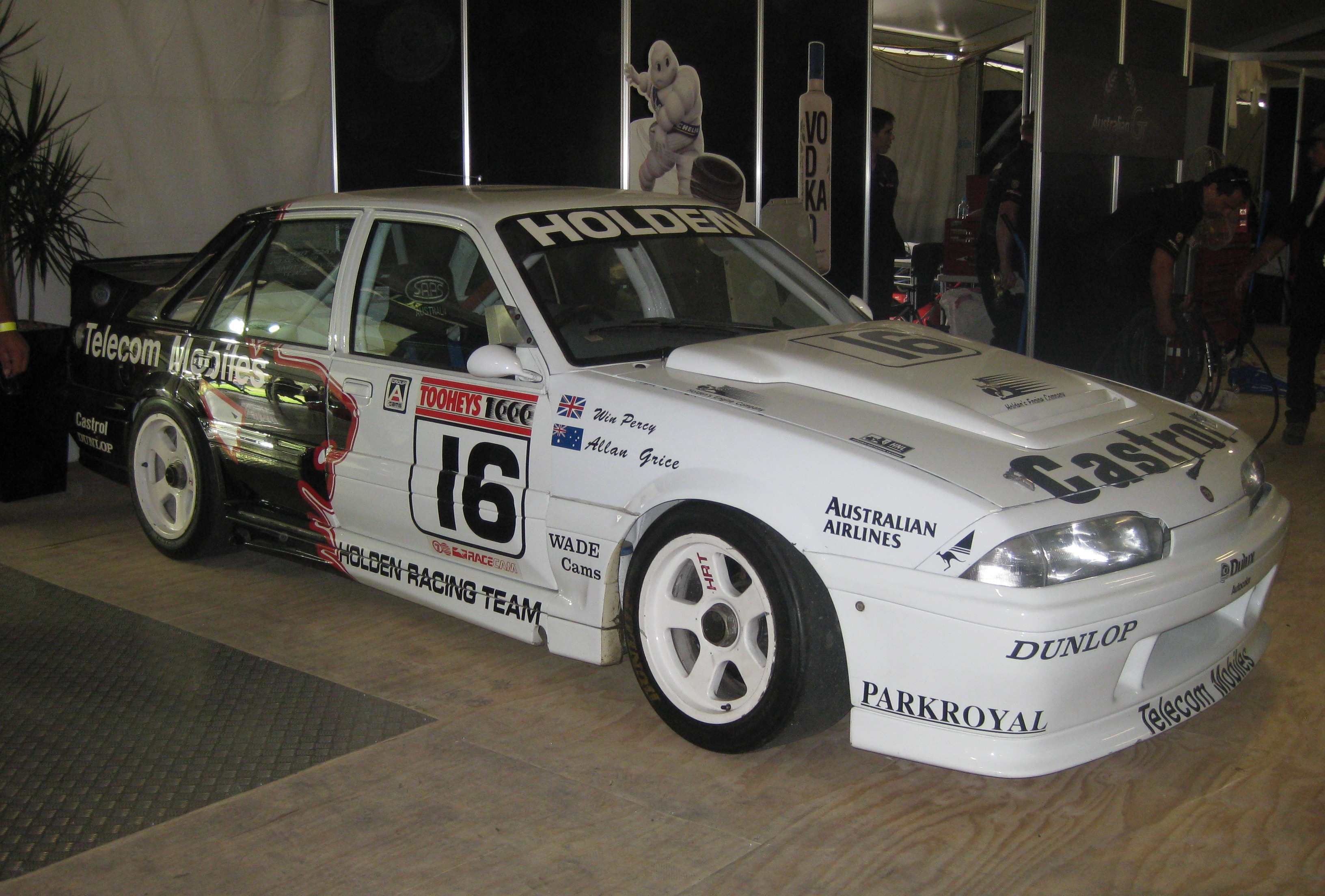
Der Holden Commodore mit der Startnummer 16; Siegerwagen von Win Percy und Allan Grice beim 1000-km-Rennen von Bathurst 1990

Allan Maxwell „Gricey“ Grice OAM (* 21. Oktober 1942 in Maitland) ist ein ehemaliger australischer Autorennfahrer und Politiker.

## Karriere als Rennfahrer

### Monopostorennen
Allan Grice ist einer der populärsten und erfolgreichsten australischen Autorennfahrer, der eine Vielzahl an Erfolgen im Tourenwagensport erreichte. Zu Beginn seiner Karriere bestritt er einige Monopostorennen. 1966 fuhr er auf einem Elfin Mono Mk2B den Großen Preis von Australien, konnte sich aber nicht platzieren. 1972 wurde er Gesamtsechster (Meister Larry Perkins) in der australischen Formel-2-Meisterschaft.

### Tourenwagensport
1974 begann er mit dem Tourenwagensport, wo er in den folgenden beiden Jahrzehnten zum maßgeblichen Fahrer im australischen Tourenwagensport und im Sport mit Silhouettefahrzeugen wurde. Zuerst als Privatfahrer, später als Holden-Werkspilot, gewann er unzählige Einzelrennen und Meisterschaften. Dreimal, 1978, 1979 und 1984 gewann er die Gesamtwertung der Australian Sports Sedan Championship. Dazu kamen Gesamtsiege in der Rothmans Sun-7 Series 1976 auf einem Mazda RX-5 und der dritte Endrang in der australischen Tourenwagen-Meisterschaft 1976.
Zwischen 1968 und 2002 war er 27-mal bei Bathurst 1000, dem prestigeträchtigsten australischen Tourenwagenrennen, am Start. Bei seinem ersten Einsatz 1968 fuhr er gemeinsam mit Bill Tuckey einen Fiat 124 Sport und beendete das Rennen an der 19. Stelle der Gesamtwertung. Bei seinem letzten Einsatz 2002 kam er auf einem Ford Falcon nur eine Runde weit, dann ging das Getriebe kaputt. Zweimal konnte er das Langstreckenrennen für sich entscheiden. 1986 gewann er mit Partner Graeme Bailey auf einem Holden VK Commodore SS Group A und 1990, wieder im Commodore, mit Win Percy.
Auch in der Tourenwagen-Europameisterschaft war er engagiert, 1986 wurde er dort Gesamtsechster. Auch im Winston Cup der NASCAR fuhr er Rennen.

### Sportwagenrennen
Mitte der 1980er-Jahre war Grice bei einigen Sportwagenrennen am Start, darunter zweimal beim 24-Stunden-Rennen von Le Mans. 1984 fiel der von Charles Ivy Racing Porsche 956 mit Motorschaden aus; Teampartner waren Alain de Cadenet und Chris Craft. 1988 hatte er einen Werksvertrag bei Nissan Motorsports und steuerte den R88C mit Mike Wilds und Win Percy an die 14. Stelle der Schlusswertung.
Für seine Verdienste um den Motorsport wurde er 1988 mit der Medaille des Order of Australia ausgezeichnet.

## Politiker
Noch während seiner aktiven Karriere war er politisch aktiv. Von 1992 bis 2001 war er Abgeordneter im Regionalparlament von Queensland.

## Statistik

### Le-Mans-Ergebnisse
| Jahr | Team                | Fahrzeug    | Teamkollege      | Teamkollege | Platzierung | Ausfallgrund |
| ---- | ------------------- | ----------- | ---------------- | ----------- | ----------- | ------------ |
| 1984 | Charles Ivey Racing | Porsche 956 | Alain de Cadenet | Chris Craft | Ausfall     | Motorschaden |
| 1988 | Nissan Motorsports  | Nissan R88C | Mike Wilds       | Win Percy   | Rang 14     |              |